# Andreas Ottensamer
Andreas Ottensamer (Wenen, 4 april 1989) is een Oostenrijkse klarinettist. Hij is de eerste klarinettist van de Berliner Philharmoniker. 

## Leven
Ottensamer begon zijn muziekopleiding in 1999 op piano in zijn geboortestad. Daarna studeerde hij eerst cello aan de Universiteit voor Muziek en Podiumkunsten in Wenen, bij Wolfgang Herzer. Vanaf 2003 studeerde hij klarinet bij Johann Hindler. Ottensamer schreef zich ook in als student aan de Harvard University in de Verenigde Staten. Ottensamer deed zijn eerste orkestervaring op als vervangende klarinet in de Weense Staatsopera en bij het Weens Philharmonisch Orkest. Ook was hij lid van het Gustav Mahler Jeugdorkest. In oktober 2009 was hij fellow van de Orkestacademir van het Berliner Philharmoniker. Van juli 2010 tot februari 2011 was hij solo-klarinettist van het Deutsches Symphonie-Orchester Berlin. Sinds maart 2011 vervult hij de functie van solo-klarinet bij het Berlin Philharmonic. 
Ottensamer won de eerste prijs bij verschillende wedstrijden voor klarinet, piano en cello. Ottensamer trad als solist en kamermusicus wereldwijd op met onder andere de Vienna Virtuosi (leden van de Weense Philharmonie), het Weens kamerorkest en met individuele artiesten waaronder Leif Ove Andsnes, Angelika Kirchschlager, Julian Rachlin en Yo-Yo Ma. In 2005 vormde hij samen met zijn vader Ernst Ottensamer en zijn oudere broer Daniel Ottensamer (beide solo klarinettisten van het Wiener Philharmoniker) het klarinet trio The Clarinotts. Het ensemble gaf concerten in Oostenrijk, Duitsland, Italië, Japan, de Verenigde Staten, treedt op op festivals over de hele wereld, verscheen op tv en radio en nam in 1999 een cd op die werd uitgegeven door Gramola Vienna en Octavia Records. 
Ottensamer begeleidde de Amerikaanse zangeres Tori Amos op haar album Night of Hunters uit 2011.
In 2013 sloot Ottensamer een exclusieve opnameovereenkomst af met het Mercury Classics-label van Universal Classics, in samenwerking met Deutsche Grammophon. Hierdoor werd hij de eerste klarinettist die uitsluitend via DG uitkomt. Zijn debuutalbum, Portraits - The Clarinet Album, werd in juni 2013 internationaal uitgebracht via Mercury Classics / Deutsche Grammophon en bevat concerten van Domenico Cimarosa, George Gershwin en Aaron Copland opgenomen met het Rotterdams Philharmonisch Orkest onder leiding van Yannick Nézet-Séguin. 

## Discografie (niet compleet)
- 2013: Portraits – The Clarinet Album, dirigent Yannick Nézet-Séguin, Rotterdam Philharmonisch orkest, Deutsche Grammophon
- 2015: Brahms: The Hungarian Connection, Deutsche Grammophon
- 2016: The Clarinotts, Deutsche Grammophon
- 2017: New Era: Stamitz, Danzi, Mozart, dirigent Emmanuel Pahud, Kammerakademie Potsdam, Decca
- 2019: Blue Hour – Weber, Brahms, Mendelssohn, met Yuja Wang, dirigent Mariss Jansons, Berliner Philharmoniker, Deutsche Grammophon

- Bibliothèque nationale de France: cb16986824v (data)
- Gemeinsame Normdatei: 1036548031
- International Standard Name Identifier: 0000 0001 3343 9683
- Library of Congress Control Number: n2013070164
- MusicBrainz: 1f38c451-563f-4c6e-8b76-09cbf33bc830
- Nationale Bibliotheek van Tsjechië: xx0178954
- Nationale Bibliotheek van Israël: 987007401228405171
- Système universitaire de documentation: 186055714
- Virtual International Authority File: 304895530
- WorldCat: E39PBJmHCrCvChCwcr8KXDvCQq